# 天主教南下加利福尼亚的拉巴斯教区
天主教南下加利福尼亞的拉巴斯教區（拉丁語：Dioecesis Paciensis in California Inferiori Meridionali），是墨西哥一個天主教教區，位於西部南下加利福尼亚州。屬蒂華納總教區。
1957年4月13日設立南下加利福尼亞宗座監牧區，1976年3月1日升為代牧區。1988年3月21日升為教區並易名至今。
2004年有教友512,200人，佔總人口95.7%。有四十二個堂區、司鐸五十九人。現任教區主教為米格爾·安赫爾·阿爾巴·迪亞斯。